# Бушенин, Дмитрий Васильевич
Дмитрий Васильевич Бушенин (1927—2002) — советский и российский учёный, доктор технических наук, действительный член Академии инженерных наук РФ (1995).
Автор нескольких десятков научных работ, а также многих изобретений и патентов.

## Биография
Родился 7 ноября 1927 года в деревне Петраково Пошехонского района Ярославской области в крестьянской семье.
В 1930 году вместе с родителями переехал в Ленинград, где окончил семилетнюю школу. С началом Великой Отечественной войны семья была эвакуирована в Кузбасс. Окончив там специализированные курсы и получив специальность коллектора геолого-разведочных партий, был направлен на Анжерскую геолого-разведочную партию. Одновременно учился в вечерней школе, а затем поступил в Томский политехнический институт. После войны перевёлся в Ленинградский кораблестроительный институт (ныне Санкт-Петербургский государственный морской технический университет), который окончил в 1951 году по специальности «Автоматизация судовых и силовых установок». По распределению был направлен на работу в Центральный научно-исследовательский институт имени А. Н. Крылова (ныне Крыловский государственный научный центр).
В 1961 году Д. В. Бушенин был приглашен и прошёл по конкурсу на должность начальника лаборатории автоматики Всесоюзного научно-исследовательского института синтетических смол (ВНИИСС) во Владимире, которой руководил по 1967 год. С 1967 года работал во Владимирском политехническом институте (ныне Владимирский государственный университет). В 1967 году избран доцентом кафедры технологии машиностроения. В 1971 году защитил кандидатскую диссертацию на тему «Создание и исследование колебательно-резьбовых механизмов приводов систем управления». В последующие годы занимался разработкой различных конструкций и изобретений в области автоматического управления, в том числе применяемых в военной промышленности механизмов. В 1985 году на основе его разработок Дмитрию Васильевичу без защиты диссертации была присвоена степень доктора технических наук.
С 1972 по 1999 год Дмитрий Васильевич работал заведующим кафедрой теории механизмов машин и деталей машин. За время работы в вузе им создано новое научное направление в механике, по которому защищено 5 докторских и 20 кандидатских диссертаций. Будучи членом КПСС, параллельно с научно-педагогической работой занимался и общественными делами: избирался членом партбюро и парткома вуза, а также являлся членом Владимирского городского комитета КПСС.
Умер 16 ноября 2002 года. Был похоронен на Улыбышевском кладбище недалеко от деревни Высоково Судогодского района Владимирской области.

## Заслуги
- Удостоен званий «Заслуженный изобретатель РСФСР» (07.09.1978) и «Заслуженный деятель науки и техники РСФСР» (16.02.1988).
- Лауреат Премии Совета министров СССР (1989, за работу в области механики).
- Награждён золотой (1978) и серебряной (1981) медалями ВДНХ СССР, медалью Федерации космонавтики им. К. Э. Циолковского (1998) и другими.